# Mistrovství světa v hokejbalu 2022
Mistrovství světa v hokejbalu 2022 bylo 14. mistrovství světa a konalo se od 21. června do 27. června 2022 v Lavalu v Kanadě.
Mistrovství ISBHF se zúčastnilo 16 týmů.

## Základní část

### Skupina A1
| Poř. | Tým            | Z | V | VP | PP | P | GV | GI | +/- | B  |
| ---- | -------------- | - | - | -- | -- | - | -- | -- | --- | -- |
| 1.   | Česko          | 4 | 3 | 1  | 0  | 0 | 35 | 3  | +32 | 11 |
| 2.   | Slovensko      | 4 | 3 | 0  | 0  | 1 | 17 | 8  | +9  | 9  |
| 3.   | Itálie         | 4 | 2 | 0  | 1  | 1 | 16 | 11 | +5  | 7  |
| 4.   | Haiti          | 4 | 1 | 0  | 0  | 3 | 10 | 22 | -12 | 3  |
| 5.   | Velká Británie | 4 | 0 | 0  | 0  | 4 | 2  | 36 | -34 | 0  |

Všechny časy zápasů jsou uvedeny ve středoevropském letním čase (UTC+2).
| 21. června 2022 20:40 | Itálie | 3:4 po prodl. (0:2, 3:0, 0:1 - 0:1) | Česko | Place Bell (plocha 1), Laval |  |

| Report | |                             | |  |
| Anthony Flores, Christopher Cipparrone | Anthony Flores, Christopher Cipparrone | Brankáři                    | Leoš Gerlich |  |
| 19:47 Jonathan Mandracchia (Giuseppe D'Amico) 27:26 Daniel Vernace (Massimo D'Ettore, Giuseppe D'Amico) 27:43 William Bartolini (Giuseppe D'Amico, Michael Lastoria) | 19:47 Jonathan Mandracchia (Giuseppe D'Amico) 27:26 Daniel Vernace (Massimo D'Ettore, Giuseppe D'Amico) 27:43 William Bartolini (Giuseppe D'Amico, Michael Lastoria) | 0:1 0:2 1:2 2:2 3:2 3:3 3:4 | 07:36 Adam Kubík (Dalimil Zvonek) 08:23 Petr Filip (Nicolas Langr) 34:16 Adam Kubík (Jan Bílý) 46:02 Lukáš Lhota (Tomáš Kudela) |  |
| 10 min | 10 min | Tresty                      | 4 min |  |
| 14 | 14 | Střely                      | 28 |  |

| 22. června 2022 03:40 | Velká Británie | 1:6 (0:1, 0:2, 1:3) | Slovensko | Place Bell (plocha 1), Laval |  |

| Report |       |        |       |
| 4 min  | 4 min | Tresty | 2 min |

| 22. června 2022 15:00 | Haiti | 3:4 (2:2, 1:2, 0:0) | Itálie | Place Bell (plocha 2), Laval |  |

| Report |        |        |        |
| 12 min | 12 min | Tresty | 14 min |

| 22. června 2022 19:40 | Česko | 18:0 (8:0, 6:0, 4:0) | Velká Británie | Place Bell (plocha 1), Laval |  |

| Report    |           |          |                            |  |
| Petr Mikl | Petr Mikl | Brankáři | Tommee Murray, Angus Laing |  |
| 10 min    | 10 min    | Tresty   | 12 min                     |  |
| 47        | 47        | Střely   | 6                          |  |

| 23. června 2022 00:40 | Slovensko | 7:1 (1:0, 2:0, 4:1) | Haiti | Place Bell (plocha 1), Laval |  |

| Report      |             |          |             |  |
| Peter Buliš | Peter Buliš | Brankáři | Djika Massa |  |
| 6 min       | 6 min       | Tresty   | 12 min      |  |
| 33          | 33          | Střely   | 7           |  |

| 23. června 2022 15:00 | Velká Británie | 0:6 (0:1, 0:2, 0:3) | Itálie | Place Bell (plocha 1), Laval |  |

| Report      |             |          |                               |  |
| Angus Laing | Angus Laing | Brankáři | Thomas Borgia, Anthony Flores |  |
| 15 min      | 15 min      | Tresty   | 14 min                        |  |
| 18          | 18          | Střely   | 34                            |  |

| 23. června 2022 19:40 | Česko | 10:0 (3:0, 5:0, 2:0) | Haiti | Place Bell (plocha 1), Laval |  |

| Report       |              |          |             |  |
| David Stárek | David Stárek | Brankáři | Joyden Pean |  |
| 18 min       | 18 min       | Tresty   | 18 min      |  |
| 29           | 29           | Střely   | 10          |  |

| 24. června 2022 03:00 | Itálie | 3:4 (2:3, 0:0, 1:1) | Slovensko | Place Bell (plocha 1), Laval |  |

| Report         |                |          |              |  |
| Anthony Flores | Anthony Flores | Brankáři | Peter Kučera |  |
| 6 min          | 6 min          | Tresty   | 8 min        |  |
| 22             | 22             | Střely   | 24           |  |

| 24. června 2022 19:40 | Slovensko | 0:3 (0:1, 0:1, 0:1) | Česko | Place Bell (plocha 1), Laval |  |

| Report      |             |          |              |  |
| Peter Buliš | Peter Buliš | Brankáři | Leoš Gerlich |  |
| 6 min       | 6 min       | Tresty   | 16 min       |  |
| 23          | 23          | Střely   | 26           |  |

| 25. června 2022 02:40 | Haiti | 6:1 (1:0, 2:1, 3:0) | Velká Británie | Place Bell (plocha 1), Laval |  |

| Report      |             |          |               |  |
| Djika Massa | Djika Massa | Brankáři | Tommee Murray |  |
| 20 min      | 20 min      | Tresty   | 18 min        |  |
| 31          | 31          | Střely   | 9             |  |

### Skupina A2
| Poř. | Tým     | Z | V | VP | PP | P | GV | GI | +/- | B  |
| ---- | ------- | - | - | -- | -- | - | -- | -- | --- | -- |
| 1.   | Kanada  | 4 | 4 | 0  | 0  | 0 | 31 | 7  | +24 | 12 |
| 2.   | USA     | 4 | 2 | 0  | 1  | 1 | 24 | 16 | +8  | 7  |
| 3.   | Řecko   | 4 | 2 | 0  | 0  | 2 | 19 | 11 | +8  | 6  |
| 4.   | Finsko  | 4 | 1 | 1  | 0  | 2 | 19 | 12 | +7  | 5  |
| 5.   | Arménie | 4 | 0 | 0  | 0  | 4 | 1  | 48 | -47 | 0  |

| Den       | Domácí  | Skóre  | Hosté   |
| --------- | ------- | ------ | ------- |
| 21.6.2022 | Arménie | 1:11   | Finsko  |
| 21.6.2022 | Kanada  | 6:5    | USA     |
| 22.6.2022 | Arménie | 0:12   | Řecko   |
| 22.6.2022 | Finsko  | 5:4 SN | USA     |
| 22.6.2022 | Řecko   | 0:4    | Kanada  |
| 23.6.2022 | USA     | 9:0    | Arménie |
| 23.6.2022 | Řecko   | 2:1    | Finsko  |
| 23.6.2022 | Kanada  | 16:0   | Arménie |
| 24.6.2022 | USA     | 6:5    | Řecko   |
| 24.6.2022 | Finsko  | 2:5    | Kanada  |

## Pavouk skupin A

### Čtvrtfinále
| Den       | Domácí    | Skóre | Hosté  |
| --------- | --------- | ----- | ------ |
| 25.6.2022 | Česko     | 9:1   | Finsko |
| 25.6.2022 | Slovensko | 3:4   | Řecko  |
| 25.6.2022 | Kanada    | 10:1  | Haiti  |
| 25.6.2022 | USA       | 5:1   | Itálie |

### Semifinále
| Den       | Domácí | Skóre | Hosté |
| --------- | ------ | ----- | ----- |
| 26.6.2022 | Kanada | 8:1   | Řecko |
| 26.6.2022 | Česko  | 6:3   | USA   |

### O 3. místo
| Den       | Domácí | Skóre | Hosté |
| --------- | ------ | ----- | ----- |
| 27.6.2022 | USA    | 7:2   | Řecko |

### Finále
| Den       | Hosté  | Skóre | Domácí |
| --------- | ------ | ----- | ------ |
| 27.6.2022 | Kanada | 6:3   | Česko  |